# Salhiyeh, Idlib
Salhiyeh, Idlib (tiếng Ả Rập: الصالحية) là một ngôi làng Syria nằm ở Jisr al-Shughur Nahiyah ở huyện Jisr al-Shughur, Idlib. Theo Cục Thống kê Trung ương Syria (CBS), Salhiyeh, Idlib có dân số 180 người trong cuộc điều tra dân số năm 2004.